# Mohan Baral
Mohan Baral (nacido el 4 de diciembre de 1972) es un cantante, actor y político nepalí. Actualmente es Ministro de Estado de Desarrollo Urbano y de Vivienda y de mitigación de la pobreza urbana, dependiente del Gobierno de Nepal. Inició su carrera como cantante en el cine de Nepal y ha participado a más de 70 películas. También ha debutado como cantante de playback para otras películas como bhojpuri y maithili.
Se incorporó a la política a las elecciones del 2014 del partido Lok Sabha y se unió al gobierno de Prachanda como el ministro más joven de su país.